# 1994-es magyar vívóbajnokság
Az 1994-es magyar vívóbajnokság a nyolcvankilencedik magyar bajnokság volt. A férfi tőrbajnokságot december 17-én rendezték meg, a férfi párbajtőrbajnokságot december 18-án, a kardbajnokságot december 19-én, a női tőrbajnokságot december 17-én, a női párbajtőrbajnokságot pedig december 18-án, mindet Budapesten, a Nemzeti Sportcsarnokban.

## Eredmények
| Versenyszám          | Arany                  | Arany | Ezüst                        | Ezüst | Bronz                                                                | Bronz |
| -------------------- | ---------------------- | ----- | ---------------------------- | ----- | -------------------------------------------------------------------- | ----- |
| Férfi tőrvívás       | Németh Zsolt Csepel SC |       | Marsi Márk MTK               |       | Dancsó András Vasas SCJuhász Attila Vasas SC                         |       |
| Férfi párbajtőrvívás | Imre Géza BSE          |       | Andrásffy Tibor BVSC         |       | Kovács Iván MTKFekete Attila BVSC                                    |       |
| Férfi kardvívás      | Köves Csaba Újpesti TE |       | Ferjancsik Domonkos Vasas SC |       | dr. Abay Péter Újpesti TESzabó Bence Újpesti TE                      |       |
| Női tőrvívás         | Mincza Ildikó MTK      |       | Tóth Mónika Újpesti TE       |       | Maier Tünde Vasas SCPusztai Ildikó Újpesti TE                        |       |
| Női párbajtőrvívás   | Hormay Adrienn MTK     |       | Nagy Tímea Bp. Honvéd        |       | Tóth Hajnalka Békéscsabai Előre VESzalay Gyöngyi Tapolcai Bauxit ISE |       |